# استوتفولد
longitudeاستوتفولدlatitudeاستوتفولد
استوتفولد (به انگلیسی: Stotfold) یک شهرک در بریتانیا است که در انگلستان واقع شده‌است.

## خصوصیات
استوتفولد ۶٬۱۹۰ نفر جمعیت دارد.